# 1399
1399 (MCCCXCIX) fue un año común comenzado en miércoles del calendario juliano, en vigor en aquella fecha.

## Acontecimientos
- Tamerlán toma y saquea la ciudad de Haridwar.

## Fallecimientos
- 18 de mayo - Pedro Tenorio, religioso y hombre de Estado español